# Carlos Habib Chater
Carlos Habib Chater (25 de fevereiro de 1968) é um empresário e doleiro brasiliense que ganhou notoriedade por ser o primeiro preso no escândalo Petrobras, e o posto de gasolina de sua propriedade ter sido o que deu o nome a maior operação da história da Polícia Federal.

## Biografia
É dono do Posto da Torre, usado para lavagem de dinheiro e que deu nome à operação conhecida como Operação Lava Jato. Além dele, os doleiros Alberto Youssef, Nelma Kodama e Raul Henrique Srour, todos presos posteriormente na operação, estabeleceram uma rede de lavagem de dinheiro que, no decorrer das investigações, descobriu-se que era utilizada para operacionalizar o pagamento de propinas a agentes públicos e políticos envolvendo contratos da Petrobras.
Em 2014, um laudo da Polícia Federal (PF) indicou que o Posto da Torre, apontado pelos investigadores da Lava Jato como uma espécie de "caixa eletrônico da propina" em Brasília, gerenciou contas que movimentaram pelo menos 10,8 milhões de reais entre 2007 e 2014. A perícia mostra que o dinheiro transitou por 375 contas sob investigação da PF.
Em 6 de julho de 2015, teve um carro modelo Volvo XC60 leiloado por 109 mil reais.
Em 8 de dezembro de 2015, a PF deflagrou a Operação Crátons tendo com um dos alvos é o escritório Raul Canal & Advogados Associados, com sede em Brasília. As investigações têm relação com os negócios do doleiro Carlos Habib Chater.
Em abril de 2017, foi conduzido coercitivamente na Operação Perfídia, que investiga um esquema de lavagem de dinheiro que teria movimentado mais de 5 bilhões de dólares somente em uma offshore.
Em outubro de 2022, teve sua mansão às margens do Lago Paranoá, em Brasília, avaliada em 15 milhões de reais leiloada.

## Condenações
No dia 20 de outubro de 2014, foi condenado a 5 anos e 6 meses de prisão em regime fechado pelo crime de lavagem de dinheiro.
Em 6 de maio de 2015, foi condenado a 4 anos e 9 meses de prisão, inicialmente em regime fechado pelo crime de lavagem de dinheiro.
Em setembro de 2018, foi condenado pelo juiz  Sergio Moro no âmbito da Operação Lava Jato a 10 anos e 11 meses de prisão em regime fechado, pelos crimes de operação irregular de instituição financeira e evasão de divisas.